# Уэсли Натан (футболист, 1995)
Уэсли Натан (порт. Wesley Natã Wachholz; 18 апреля 1995, Порту-Алегри) — бразильский футболист, полузащитник.

## Карьера
Воспитанник «Шапекоэнсе». Несколько лет провёл в арендах в командах Серии Б. Единственный матч за «Шапекоэнсе» в высшей лиге Бразилии сыграл 25 сентября 2018 года против «Флуминенсе». Летом 2019 года перешёл в болгарский клуб «Царско Село». Отыграл за команду один полноценный сезон и 2 матча в начале сезона 2020/21. В сентябре 2020 года стал игроком латвийского клуба «Рига». В оставшейся части сезона 2020 сыграл только 3 матча, но вместе с командой стал чемпионом Латвии. 5 сентября 2022 года подписал контракт с московской «Родиной». Провёл в клубе два сезона.

## Достижения
«Рига»
- Чемпион Латвии: 2020